# لوئیجی برونلا
لوئیجی برونلا (انگلیسی: Luigi Brunella؛ 14 April 1914 – ۲۳ مهٔ ۱۹۹۳) بازیکن فوتبال اهل ایتالیا بود.
از باشگاه‌هایی که در آن بازی کرده‌است می‌توان به باشگاه فوتبال یوونتوس، باشگاه فوتبال آ.اس. رم، و باشگاه فوتبال تورینو اشاره کرد.